# Präludium und Fuge B-Dur BWV 866 (Das Wohltemperierte Klavier, I. Teil)
Präludium und Fuge B-Dur, BWV 866, bilden ein Werkpaar im ersten Teil des Wohltemperierten Klaviers, einer Sammlung von Präludien und Fugen für Tasteninstrumente von Johann Sebastian Bach.

## Präludium
Das Stück beginnt mit virtuosen, in Spielfiguren aufgelösten Akkordfolgen. Im Gegensatz zu den Präludien in D-Dur und d-Moll aus dem 1. Teil wird diese Motivik jedoch nicht beibehalten, sondern dreimal von Läufen unterbrochen. Der zweite Schlag von Takt 11 in der Mitte des Stücks ist in einer Handschrift mit „Adagio“ gekennzeichnet. An dieser Stelle wird der 32-stel Rhythmus plötzlich gebremst, es erklingen vollgriffige Akkorde, und das Präludium wird zur Toccata, weitgehend geprägt durch angepeilte, aber nicht bestätigte Modulationen. Ähnlich wie in der Gigue der Partita B-Dur erhebt sich die melodische Linie am Ende des Stücks bis zum b2. In einer zeitgenössischen Handschrift sowie in der Ausgabe von Carl Czerny folgt auf diese nach oben entschwebende Figur noch eine ganze Note B als Schlusston, der nicht nur unglaubwürdig erscheint, sondern Bachs kompositorische Absicht geradezu ins Gegenteil verkehrt.

## Fuge
Die Fuge ist ein regelrechtes Tanzstück, ohne jegliche gelehrte Kunstgriffe wie Umkehrungen oder Engführungen. Im zweiten Takt beschleunigt sich der Rhythmus und wird im dritten und vierten Takt zu einer wirbelnden Kreiselbewegung. Die zwei obligaten Kontrapunkte steigern noch den anmutig-übermütigen Charakter. Der erste erklingt beim Einsatz des Comes und schlägt nach einer Umschreibung des Themas wie ein Tamburin den Takt. Der zweite Kontrapunkt wird beim dritten Themeneinsatz eingeführt und begnügt sich mit kurzen, impertinenten Einwürfen. Die Fuge ist zwar dreistimmig, enthält jedoch in der ersten Durchführung in Takt 13 einen überzähligen vierten Themeneinsatz in der Oberstimme. Im weiteren Verlauf erklingt das Thema noch viermal in größerem zeitlichem Abstand, wobei sich der Einsatz in Takt 35 in der Mittelstimme als unvollständiger Scheineinsatz entpuppt.
Zur Artikulation des Themas gibt es gegensätzliche Auffassungen. Czerny schreibt für die ersten vier Achtel Staccato und für die zwei folgenden Noten Legato vor, während andere Herausgeber die ersten vier Noten aneinander binden und die zwei folgenden abtrennen. Alfred Kreutz wiederum verwirft beide Varianten als nicht im Stile Bachs und schlägt vor, alle Achtel abzusetzen und die Sechzehntel „perlend“ zu spielen.